# Йохан Фридрих Александер (Вид-Нойвид)
Йохан Фридрих Александер Христиан фон Вид-Нойвид (на немски: Johann Friedrich Alexander Christian zu Wied-Neuwied; * 18 ноември 1706, Зеебург; † 7 август 1791, Нойвид) е граф (1737 – 1784) и първият княз на Вид (1784 – 1791).

## Биография
Той е първият син на граф Фридрих Вилхелм фон Вид-Нойвид (1684 – 1737) и съпругата му бургграфиня и графиня Луиза Шарлота фон Дона-Шлобитен (1688 – 1736), дъщеря на граф и бургграф Александер фон Дона-Шлобитен (1661 – 1728). Брат е на граф Франц Карл Лудвиг фон Вид (1710 – 1765).
Йохан Фридрих Александер е управляващ граф в долното графство Вид-Нойвид и на 29 май 1784 г. е издигнат от император Йозеф II на наследствен княз.
Той следва в Страсбург и Кьонигсберг.

## Фамилия
Йохан Фридрих Александер се жени на 2 януари 1739 г. в Хахенбург за бургграфиня Каролина фон Кирхберг, графиня фон Сайн-Хахенбург (* 19 октомври 1720; † 19 януари 1795), дъщеря на бургграф Георг Фридрих фон Кирхберг (1683 – 1749) и графиня София Амалия фон Насау-Саарбрюкен-Отвайлер (1688 – 1753). Те имат децата:
- София Каролина (1740 – 1742)
- Фридрих Карл (1741 – 1809), вторият княз на Вид, женен 1766 г. за графиня Мария Луиза Вилхелмина фон Сайн-Витгенщайн-Берлебург (1747 – 1823)
- Александер Август (1747 – 1750)